# Adam Ludvík z Hartigu
Adam Ludvík svobodný pán z Hartigu, od roku 1719 hrabě z Hartigu, (německy Adam Ludwig Freiherr von Hartig; 3. října 1710 – 12. prosince 1736, Stružná-Gießhübel v Čechách), pán na Stružné (Gießhübel), Nejdku, Schöbernitz a Břežnici (Priesnitz), byl český šlechtic, vlastník půdy a c. k. komorník.

## Život a činnost

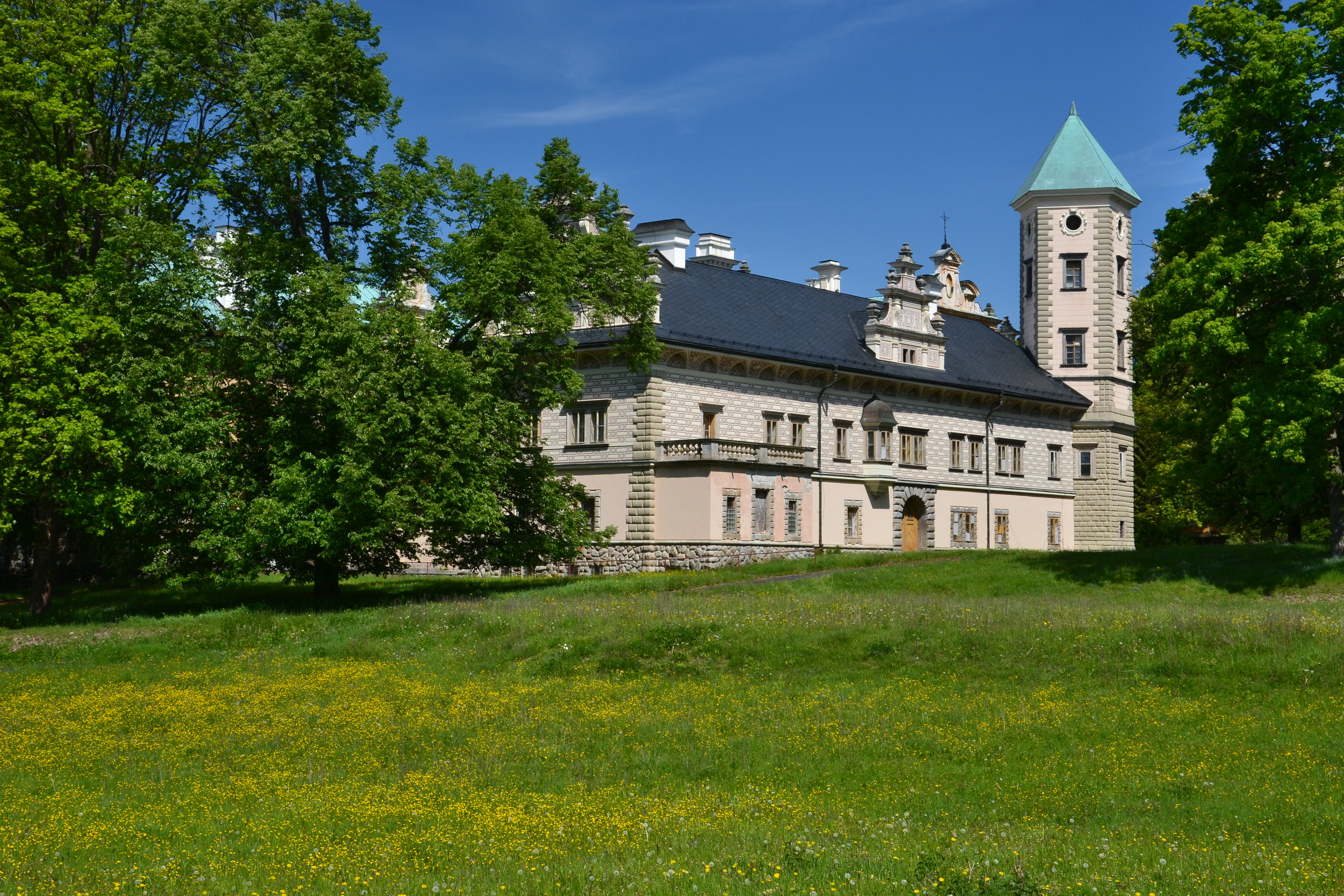
Zámek Stružná

Byl nejstarším synem hraběte Ludvíka Josefa z Hartigu (1685–1735) a Marie Terezie, svobodné paní Putzové z Adlerthurnu (1686–1731), dcery Jana Marka Maxmiliána Putze z Adlersthurnu. Z manželství se narodili 2 synové a 5 dcer. Dne 30. července 1711 obdržel jeho otec ve Vídni potvrzení starého panského stavu v Čechách a 20. února 1719 byl povýšen do českého hraběcího stavu zemským v Českém království s polepšeným erbem.
Podle vůle rodičů zdědil v roce 1735 po svém otci panství Stružnou (Gießhübel), Nejdek, Schöbernitz a Břežnici. Ludvík Josef z Hartigu měl zboží na 14. dubna 1734 František Josef hrabě Černín z Chudenic za 462 000 fl. 6. července 1734 registrován v českých zemských deskách. Obchodní jednání zřejmě pokračovat až do roku 1734.
Krátce před svou smrtí se oženil s hraběnkou Marií Terezou Kagerovou z Globenu (1716–1759).
Adam Ludvík z Hartigu zemřel v roce 1736 ve věku 23 let jen po dvou letech vlády na Stružné (Gießhübel) a Blatech. Jeho tělo bylo převezeno do Nejdka a pohřbeno ve farním kostele sv. Martina před velkým oltářem.
Rodové zboží obdržel jeho jediný syn Ludvík Jan Nepomuk Maria hrabě z Hartigu (1736–1813). Protože byl ještě neplnoletý, byla zřízena opatrovnická správa panství, kterou až do roku 1758 vykonávala jeho matka Marie Terezie z Hartigu se svou švagrovou Marií Karolinou hraběnkou z Kokořova, rozenou z Hartigu. Dalšími zmocněnci byli Hubert hrabě z Hartigu, Karel Felix hrabě von Werschowetz, František hrabě Buquoy a Adam František hrabě z Hartigu.
V roce 1794 nechal Ludvík Jan z Hartigu majetek Stružnou a Nejdek vydražit kvůli zadlužení a novým majitelem se stal Jan Josef hrabě Stiebar von Buttenheim. 